# Ruda (powiat piski)
Ruda (niem. Ruhden) – wieś w Polsce położona w województwie warmińsko-mazurskim, w powiecie piskim, w gminie Biała Piska, 18 km od Piszu, 12 km od Białej Piskiej, nad jeziorem Roś, tuż przy poligonie Orzysz. W latach 1975–1998 miejscowość należała administracyjnie do województwa suwalskiego.
Przepływa przez nią rzeczka Konopka oraz kanał Święcek.
Wieś powstała w ramach kolonizacji Wielkiej Puszczy. Wcześniej był to obszar Galindii. Wieś ziemiańska, dobra służebne w posiadaniu drobnego rycerstwa (tak zwani wolni, ziemianie w języku staropolskim). W XV i XVI w. wieś wymieniana w dokumentach pod nazwami: Kisiny, Kischein, Kischen, Eyssenwerk, Eyssenwerck, Eissenplesser, Ruda. Nazwa osady powstała od działającej tu huty żelaza (Ruda w języku polskim, Eyssenwerck w języku niemieckim).
Osada powstała przed wojną trzynastoletnią (1454-1466). W 1447 rozpoczął działanie młyn. Osada służebna lokowana przez komtura Zygfryda Flacha von Schwartzburga w 1471 r., na dwóch łanach z młynem na prawie chełmińskim. Przywilej otrzymał Andrzej Młynarz (bez obowiązku służby zbrojnej). W 1519 wymieniana jako osada młyńska bez zobowiązania do służby zbrojnej. W roku 1539 wymieniany jest młyn. W osadzie funkcjonowała także huta żelaza, wymieniana w dokumentach z roku 1539.
W ostatniej dekadzie powstaje tu coraz więcej domków letniskowych, głównie ludzi z Warszawy i okolic.
Kanał Świącek rozdziela teren wsi z terenem poligonu Orzysz.
Miejscowość sąsiednia to Orłowo, a z drugiej strony (7 km) Drygały.
Zobacz też: Ruda